# Elezioni comunali in Campania del 2008
Le elezioni comunali in Campania del 2008 si tennero il 13 e 14 aprile, con ballottaggio il 27 e 28 aprile.

## Napoli

### Afragola
| Candidati                             | Candidati                                        | Voti                        | %      | Liste                     | Voti   | %      | Seggi |
| ------------------------------------- | ------------------------------------------------ | --------------------------- | ------ | ------------------------- | ------ | ------ | ----- |
|                                       | Vincenzo Nespoli Accede al ballottaggio          | 14.830                      | 38,44  | Il Popolo della Libertà   | 11.850 | 31,84  | 15    |
| Nuova Città                           | Vincenzo Nespoli Accede al ballottaggio          | 14.830                      | 38,44  | 1.970                     | 5,21   | 2      |       |
| Società Aperta                        | Vincenzo Nespoli Accede al ballottaggio          | 14.830                      | 38,44  | 983                       | 2,60   | 1      |       |
| Iniziativa Popolare                   | Vincenzo Nespoli Accede al ballottaggio          | 14.830                      | 38,44  | 319                       | 0,84   | -      |       |
| Partito Repubblicano Italiano         | Vincenzo Nespoli Accede al ballottaggio          | 14.830                      | 38,44  | 204                       | 0,54   | -      |       |
|                                       | Francesco Domenico Moccia Accede al ballottaggio | 11.321                      | 29,34  | Partito Democratico       | 6.069  | 16,05  | 4     |
| Partito Socialista                    | Francesco Domenico Moccia Accede al ballottaggio | 11.321                      | 29,34  | 1.614                     | 4,27   | 1      |       |
| Italia dei Valori                     | Francesco Domenico Moccia Accede al ballottaggio | 11.321                      | 29,34  | 1.341                     | 3,48   | 1      |       |
| Laici Progressisti-Liberaldemocratici | Francesco Domenico Moccia Accede al ballottaggio | 11.321                      | 29,34  | 1.154                     | 3,05   | -      |       |
| Democratici per Afragola              | Francesco Domenico Moccia Accede al ballottaggio | 11.321                      | 29,34  | 1.035                     | 2,74   | -      |       |
| La Sinistra l'Arcobaleno              | Francesco Domenico Moccia Accede al ballottaggio | 11.321                      | 29,34  | 517                       | 1,37   | -      |       |
| Seggio al candidato sindaco           | Seggio al candidato sindaco                      | Seggio al candidato sindaco | 29,34  | 1                         |        |        |       |
|                                       | Francesco Petrellese                             | 10.199                      | 26,44  | Movimento per l'Autonomia | 3.221  | 8,52   | 2     |
| Lista Petrellese                      | Francesco Petrellese                             | 10.199                      | 26,44  | 2.803                     | 7,41   | 1      |       |
| Unione di Centro                      | Francesco Petrellese                             | 10.199                      | 26,44  | 2.295                     | 6,07   | 1      |       |
| La Destra - Fiamma Tricolore          | Francesco Petrellese                             | 10.199                      | 26,44  | 858                       | 2,27   | -      |       |
| Seggio al candidato sindaco           | Seggio al candidato sindaco                      | Seggio al candidato sindaco | 26,44  | 1                         |        |        |       |
|                                       | Salvatore Iavarone                               | 1.279                       | 3,32   | Il Salice                 | 446    | 1,18   | -     |
| Comitato Saggese-San Marco            | Salvatore Iavarone                               | 1.279                       | 3,32   | 386                       | 1,02   | -      |       |
|                                       | Gennaro Salzano                                  | 951                         | 2,47   | Italia Popolare Popolari  | 742    | 1,96   | -     |
| Totale                                | Totale                                           | 37.807                      | 100,00 |                           | 38.580 | 100,00 | 30    |

### Boscoreale
| Candidati                     | Candidati                                | Voti                        | %      | Liste                        | Voti   | %      | Seggi |
| ----------------------------- | ---------------------------------------- | --------------------------- | ------ | ---------------------------- | ------ | ------ | ----- |
|                               | Gennaro Langella Accede al ballottaggio  | 7.168                       | 41,19  | Il Popolo della Libertà      | 3.449  | 20,55  | 5     |
| Boscoreale nel Cuore          | Gennaro Langella Accede al ballottaggio  | 7.168                       | 41,19  | 1.369                        | 8,16   | 2      |       |
| Forza Boscoreale              | Gennaro Langella Accede al ballottaggio  | 7.168                       | 41,19  | 893                          | 5,32   | 1      |       |
| Movimento per l'Autonomia     | Gennaro Langella Accede al ballottaggio  | 7.168                       | 41,19  | 600                          | 3,58   | -      |       |
|                               | Raffaele De Falco Accede al ballottaggio | 8.300                       | 47,69  | Partito Democratico          | 3.675  | 21,90  | 5     |
| Uniti per Boscoreale          | Raffaele De Falco Accede al ballottaggio | 8.300                       | 47,69  | 1.961                        | 11,69  | 2      |       |
| La Forza dei Boschesi         | Raffaele De Falco Accede al ballottaggio | 8.300                       | 47,69  | 920                          | 5,48   | 1      |       |
| Proposta Democratica Popolare | Raffaele De Falco Accede al ballottaggio | 8.300                       | 47,69  | 821                          | 4,89   | 1      |       |
| Italia dei Valori             | Raffaele De Falco Accede al ballottaggio | 8.300                       | 47,69  | 739                          | 4,40   | 1      |       |
| Partito Socialista            | Raffaele De Falco Accede al ballottaggio | 8.300                       | 47,69  | 661                          | 3,94   | -      |       |
| La Sinistra l'Arcobaleno      | Raffaele De Falco Accede al ballottaggio | 8.300                       | 47,69  | 294                          | 1,75   | -      |       |
| Seggio al candidato sindaco   | Seggio al candidato sindaco              | Seggio al candidato sindaco | 47,69  | 1                            |        |        |       |
|                               | Giuseppe Balzano                         | 1.610                       | 9,25   | Unione di Centro             | 1.042  | 6,21   | -     |
| Seggio al candidato sindaco   | Seggio al candidato sindaco              | Seggio al candidato sindaco | 9,25   | 1                            |        |        |       |
|                               | Giosuè Fattorusso                        | 325                         | 1,87   | La Destra - Fiamma Tricolore | 358    | 2,13   | -     |
| Totale                        | Totale                                   | 16.782                      | 100,00 |                              | 17.403 | 100,00 | 20    |

### Brusciano
| Candidati                   | Candidati                                    | Voti                        | %      | Liste                    | Voti   | %      | Seggi |
| --------------------------- | -------------------------------------------- | --------------------------- | ------ | ------------------------ | ------ | ------ | ----- |
|                             | Angelo Antonio Romano Accede al ballottaggio | 3.513                       | 32,78  | Unione di Centro         | 1.887  | 18,11  | 7     |
| Lista del Cuore             | Angelo Antonio Romano Accede al ballottaggio | 3.513                       | 32,78  | 1.358                    | 13,04  | 5      |       |
| Lista del Popolo            | Angelo Antonio Romano Accede al ballottaggio | 3.513                       | 32,78  | 172                      | 1,65   | -      |       |
|                             | Giuseppe Romano Accede al ballottaggio       | 3.140                       | 29,28  | Il Popolo della Libertà  | 1.571  | 15,08  | 2     |
| Movimento per l'Autonomia   | Giuseppe Romano Accede al ballottaggio       | 3.140                       | 29,28  | 711                      | 6,83   | 1      |       |
| Libertà Democratica         | Giuseppe Romano Accede al ballottaggio       | 3.140                       | 29,28  | 708                      | 6,60   | 1      |       |
| Partito Socialista          | Giuseppe Romano Accede al ballottaggio       | 3.140                       | 29,28  | 661                      | 3,94   | -      |       |
| Seggio al candidato sindaco | Seggio al candidato sindaco                  | Seggio al candidato sindaco | 29,28  | 1                        |        |        |       |
|                             | Maria Pia Di Monda                           | 2.586                       | 24,11  | Partito Democratico      | 1.740  | 16,70  | 1     |
| Itinerario Democratico      | Maria Pia Di Monda                           | 2.586                       | 24,11  | 711                      | 6,83   | -      |       |
| Seggio al candidato sindaco | Seggio al candidato sindaco                  | Seggio al candidato sindaco | 24,11  | 1                        |        |        |       |
|                             | Giuseppe Montanile                           | 676                         | 6,30   | La Sinistra l'Arcobaleno | 540    | 5,18   | -     |
|                             | Domenico Esposito                            | 423                         | 3,94   | Liberi per Brusciano     | 375    | 3,60   | -     |
|                             | Francesco Maione                             | 384                         | 3,58   | Maione Sindaco           | 408    | 3,92   | -     |
| Totale                      | Totale                                       | 10.417                      | 100,00 |                          | 10.725 | 100,00 | 20    |

### Casoria
| Candidati                     | Candidati                              | Voti                 | %     | Liste                        | Voti   | %     | Seggi |
| ----------------------------- | -------------------------------------- | -------------------- | ----- | ---------------------------- | ------ | ----- | ----- |
|                               | Stefano Ferrara Accede al ballottaggio | 20.000               | 42,81 | Il Popolo della Libertà      | 13.438 | 29,85 | 11    |
| Unione di Centro              | Stefano Ferrara Accede al ballottaggio | 20.000               | 42,81 | 3.246                        | 7,21   | 2     |       |
| Società Aperta                | Stefano Ferrara Accede al ballottaggio | 20.000               | 42,81 | 897                          | 1,99   | -     |       |
| Nuovo PSI                     | Stefano Ferrara Accede al ballottaggio | 20.000               | 42,81 | 633                          | 1,41   | -     |       |
| Partito Repubblicano Italiano | Stefano Ferrara Accede al ballottaggio | 20.000               | 42,81 | 439                          | 0,98   | -     |       |
| Iniziativa Popolare           | Stefano Ferrara Accede al ballottaggio | 20.000               | 42,81 | 335                          | 0,74   | -     |       |
|                               | Tommaso Casillo Accede al ballottaggio | 22.351               | 47,85 | Partito Socialista           | 10.122 | 22,46 | 7     |
| Partito Democratico           | Tommaso Casillo Accede al ballottaggio | 22.351               | 47,85 | 8.024                        | 17,82  | 6     |       |
| Italia dei Valori             | Tommaso Casillo Accede al ballottaggio | 22.351               | 47,85 | 3.010                        | 6,69   | 2     |       |
| Noi per Casoria Arpino        | Tommaso Casillo Accede al ballottaggio | 22.351               | 47,85 | 1.280                        | 2,84   | -     |       |
| La Sinistra l'Arcobaleno      | Tommaso Casillo Accede al ballottaggio | 22.351               | 47,85 | 1.225                        | 2,72   | -     |       |
| Seggio di coalizione          | Seggio di coalizione                   | Seggio di coalizione | 47,85 | 1                            |        |       |       |
|                               | Vincenzo Russo                         | 3.132                | 6,70  | Sinistra Critica             | 1.438  | 3,19  | -     |
| Seggio di coalizione          | Seggio di coalizione                   | Seggio di coalizione | 6,70  | 1                            |        |       |       |
|                               | Antonio Lanzano                        | 1.231                | 2,64  | La Destra - Fiamma Tricolore | 945    | 2,10  | -     |
| Totale                        | Totale                                 | 45.022               | 100   |                              | 46.714 | 100   | 30    |

### Cercola
| Candidati                      | Candidati                               | Voti                        | %      | Liste                        | Voti   | %      | Seggi |
| ------------------------------ | --------------------------------------- | --------------------------- | ------ | ---------------------------- | ------ | ------ | ----- |
|                                | Pasquale Tammaro Accede al ballottaggio | 3.767                       | 32,10  | Il Popolo della Libertà      | 2.874  | 26,21  | 10    |
| Progetto Cercola               | Pasquale Tammaro Accede al ballottaggio | 3.767                       | 32,10  | 604                          | 5,51   | 2      |       |
|                                | Riccardo Meandro Accede al ballottaggio | 2.944                       | 25,09  | Partito Democratico          | 2.484  | 22,65  | 3     |
| Sinistra Ambientalista Cercola | Riccardo Meandro Accede al ballottaggio | 2.944                       | 25,09  | 487                          | 4,44   | -      |       |
| Seggio al candidato sindaco    | Seggio al candidato sindaco             | Seggio al candidato sindaco | 25,09  | 1                            |        |        |       |
|                                | Giuseppe D'Ambrosio                     | 1.979                       | 16,86  | Cercola Città                | 721    | 6,57   | 1     |
| Rinnovamento per Cercola       | Giuseppe D'Ambrosio                     | 1.979                       | 16,86  | 616                          | 5,62   | -      |       |
| Movimento per l'Autonomia      | Giuseppe D'Ambrosio                     | 1.979                       | 16,86  | 238                          | 2,17   | -      |       |
| Seggio al candidato sindaco    | Seggio al candidato sindaco             | Seggio al candidato sindaco | 16,86  | 1                            |        |        |       |
|                                | Luigi Di Dato                           | 1.225                       | 10,44  | Partito Socialista Italiano  | 802    | 7,31   | 1     |
| Progetto Comune                | Luigi Di Dato                           | 1.225                       | 10,44  | 305                          | 2,78   | -      |       |
| Seggio al candidato sindaco    | Seggio al candidato sindaco             | Seggio al candidato sindaco | 10,44  | 1                            |        |        |       |
|                                | Eugenio Esposito                        | 781                         | 6,66   | La Sinistra l'Arcobaleno     | 815    | 7,43   | -     |
| Seggio al candidato sindaco    | Seggio al candidato sindaco             | Seggio al candidato sindaco | 6,66   | 1                            |        |        |       |
|                                | Sergio Scalzo                           | 627                         | 5,34   | Il Faro                      | 620    | 5,65   | -     |
|                                | Giovanni De Stefano                     | '297                        | 2,53   | Unione di Centro             | 269    | 2,45   | -     |
|                                | Zaccaria Miele                          | 115                         | 0,98   | La Destra - Fiamma Tricolore | 131    | 1,19   | -     |
| Totale                         | Totale                                  | 10.966                      | 100,00 |                              | 11.735 | 100,00 | 20    |

### Giugliano in Campania
| Candidati                    | Candidati                   | Voti                        | %      | Liste                    | Voti   | %      | Seggi |
| ---------------------------- | --------------------------- | --------------------------- | ------ | ------------------------ | ------ | ------ | ----- |
|                              | Giovanni Pianese ✔️ Sindaco | 39.099                      | 60,29  | Il Popolo della Libertà  | 23.026 | 36,90  | 13    |
| Centro per la Libertà        | Giovanni Pianese ✔️ Sindaco | 39.099                      | 60,29  | 5.561                    | 8,91   | 3      |       |
| Popolari Democratici         | Giovanni Pianese ✔️ Sindaco | 39.099                      | 60,29  | 3.746                    | 6,00   | 2      |       |
| Nuovo PSI                    | Giovanni Pianese ✔️ Sindaco | 39.099                      | 60,29  | 2.355                    | 3,77   | 1      |       |
| Udeur                        | Giovanni Pianese ✔️ Sindaco | 39.099                      | 60,29  | 1.959                    | 2,49   | -      |       |
| La Destra - Fiamma Tricolore | Giovanni Pianese ✔️ Sindaco | 39.099                      | 60,29  | 1.555                    | 2,49   | -      |       |
| Giugliano Lido               | Giovanni Pianese ✔️ Sindaco | 39.099                      | 60,29  | 1.129                    | 1,81   | -      |       |
| Movimento per l'Autonomia    | Giovanni Pianese ✔️ Sindaco | 39.099                      | 60,29  | 623                      | 1,00   | -      |       |
| Iniziativa Popolare          | Giovanni Pianese ✔️ Sindaco | 39.099                      | 60,29  | 244                      | 0,39   | -      |       |
| Nuovo Paese della Libertà    | Giovanni Pianese ✔️ Sindaco | 39.099                      | 60,29  | 102                      | 0,16   | -      |       |
|                              | Francesco Taglialatela      | 7.972                       | 12,29  | Partito Democratico      | 7.837  | 12,56  | 3     |
| Seggio al candidato sindaco  | Seggio al candidato sindaco | Seggio al candidato sindaco | 12,29  | 1                        |        |        |       |
|                              | Antonio Poziello            | 7.601                       | 11,72  | La Sinistra l'Arcobaleno | 5.772  | 9,25   | 2     |
| Movimento per il Sud         | Antonio Poziello            | 7.601                       | 11,72  | 177                      | 0,28   | -      |       |
| Seggio al candidato sindaco  | Seggio al candidato sindaco | Seggio al candidato sindaco | 11,72  | 1                        |        |        |       |
|                              | Antonio Russo               | 5.067                       | 7,81   | Unione di Centro         | 2.576  | 4,13   | 1     |
| Difendiamo la Nostra Città   | Antonio Russo               | 5.067                       | 7,81   | 1.540                    | 2,47   | -      |       |
| Seggio al candidato sindaco  | Seggio al candidato sindaco | Seggio al candidato sindaco | 7,81   | 1                        |        |        |       |
|                              | Domenico Taglialatela       | 2.351                       | 3,63   | Giugliano per la Vita    | 1.925  | 3,09   | -     |
| Seggio al candidato sindaco  | Seggio al candidato sindaco | Seggio al candidato sindaco | 3,63   | 1                        |        |        |       |
|                              | Giuliano Palma              | 1.533                       | 2,36   | Italia dei Valori        | 1.348  | 2,16   | -     |
|                              | Nunzio Raimondo             | 679                         | 1,05   | L'Altra Giugliano        | 456    | 0,73   | -     |
|                              | Santantonio Massarelli      | 350                         | 0,54   | Il Gallo                 | 295    | 0,47   | -     |
|                              | Roberto Soriente            | 679                         | 1,05   | Democrazia Cristiana     | 171    | 0,27   | -     |
| Totale                       | Totale                      | 62.397                      | 100,00 |                          | 64.849 | 100,00 | 30    |

### Grumo Nevano
| Candidati                   | Candidati                    | Voti                        | %     | Liste                   | Voti   | %     | Seggi |
| --------------------------- | ---------------------------- | --------------------------- | ----- | ----------------------- | ------ | ----- | ----- |
|                             | Filomena Bilancio ✔️ Sindaco | 6.399                       | 53,10 | Il Popolo della Libertà | 2.038  | 17,52 | 5     |
| Impegno per il Rinnovamento | Filomena Bilancio ✔️ Sindaco | 6.399                       | 53,10 | 1.069                   | 9,19   | 2     |       |
| Partito Socialista          | Filomena Bilancio ✔️ Sindaco | 6.399                       | 53,10 | 1.030                   | 8,85   | 2     |       |
| Patto per Grumo Nevano      | Filomena Bilancio ✔️ Sindaco | 6.399                       | 53,10 | 939                     | 8,07   | 2     |       |
| Unione di Centro            | Filomena Bilancio ✔️ Sindaco | 6.399                       | 53,10 | 491                     | 4,22   | 1     |       |
| Donne del Cambiamento       | Filomena Bilancio ✔️ Sindaco | 6.399                       | 53,10 | 289                     | 2,48   | -     |       |
|                             | Angelo Di Lorenzo            | 5.652                       | 46,90 | Italia dei Valori       | 2.248  | 19,33 | 3     |
| Il Quadrifoglio             | Angelo Di Lorenzo            | 5.652                       | 46,90 | 1.204                   | 10,35  | 1     |       |
| Valori Democratici          | Angelo Di Lorenzo            | 5.652                       | 46,90 | 940                     | 8,08   | 1     |       |
| Il Ponte                    | Angelo Di Lorenzo            | 5.652                       | 46,90 | 736                     | 6,33   | 1     |       |
| La Sinistra l'Arcobaleno    | Angelo Di Lorenzo            | 5.652                       | 46,90 | 648                     | 5,57   | 1     |       |
| Seggio al candidato sindaco | Seggio al candidato sindaco  | Seggio al candidato sindaco | 46,90 | 1                       |        |       |       |
| Totale                      | Totale                       | 11.632                      | 100   |                         | 12.051 | 100   | 20    |

### Melito di Napoli
| Candidati                    | Candidati                                  | Voti                        | %     | Liste                         | Voti   | %     | Seggi |
| ---------------------------- | ------------------------------------------ | --------------------------- | ----- | ----------------------------- | ------ | ----- | ----- |
|                              | Antonio Amente Accede al ballottaggio      | 6.701                       | 31,48 | Il Popolo della Libertà       | 4.567  | 22,77 | 13    |
| Unione di Centro             | Antonio Amente Accede al ballottaggio      | 6.701                       | 31,48 | 1.021                         | 5,09   | 3     |       |
| Uniti per Melito             | Antonio Amente Accede al ballottaggio      | 6.701                       | 31,48 | 656                           | 3,27   | 2     |       |
| Insieme si Può               | Antonio Amente Accede al ballottaggio      | 6.701                       | 31,48 | 179                           | 0,89   | -     |       |
|                              | Marina Mastropasqua Accede al ballottaggio | 5.784                       | 27,17 | Partito Democratico           | 3.952  | 19,70 | 4     |
| La Sinistra l'Arcobaleno     | Marina Mastropasqua Accede al ballottaggio | 5.784                       | 27,17 | 1.668                         | 8,32   | 1     |       |
| Partito Socialista           | Marina Mastropasqua Accede al ballottaggio | 5.784                       | 27,17 | 181                           | 0,90   | -     |       |
| Seggio al candidato sindaco  | Seggio al candidato sindaco                | Seggio al candidato sindaco | 27,17 | 1                             |        |       |       |
|                              | Venanzio Carpentieri                       | 5.429                       | 23,51 | Lista civica per Melito       | 1.767  | 8,81  | 2     |
| Melito-Cambiamola Insieme    | Venanzio Carpentieri                       | 5.429                       | 23,51 | 1.235                         | 6,16   | 1     |       |
| Italia dei Valori            | Venanzio Carpentieri                       | 5.429                       | 23,51 | 963                           | 4,80   | 1     |       |
| Una Svolta per Melito        | Venanzio Carpentieri                       | 5.429                       | 23,51 | 785                           | 3,91   | -     |       |
| Seggio al candidato sindaco  | Seggio al candidato sindaco                | Seggio al candidato sindaco | 23,51 | 1                             |        |       |       |
|                              | Francesco Mottola                          | 1.945                       | 9,14  | Melito 2000                   | 676    | 3,37  | -     |
| Idee Nuove                   | Francesco Mottola                          | 1.945                       | 9,14  | 518                           | 2,58   | -     |       |
| La Destra - Fiamma Tricolore | Francesco Mottola                          | 1.945                       | 9,14  | 475                           | 2,37   | -     |       |
| Forza Libertà                | Francesco Mottola                          | 1.945                       | 9,14  | 117                           | 0,58   | -     |       |
| Seggio al candidato sindaco  | Seggio al candidato sindaco                | Seggio al candidato sindaco | 9,14  | 1                             |        |       |       |
|                              | Salvatore Musella                          | 995                         | 4,67  | Movimento per l'Autonomia     | 913    | 4,55  | -     |
|                              | Rosario Concordia                          | 432                         | 3,03  | Integrazione e Partecipazione | 385    | 1,92  | -     |
| Totale                       | Totale                                     | 20.058                      | 100   |                               | 21.285 | 100   | 20    |

### Pozzuoli
| Candidati                               | Candidati                    | Voti                        | %     | Liste                        | Voti   | %     | Seggi |
| --------------------------------------- | ---------------------------- | --------------------------- | ----- | ---------------------------- | ------ | ----- | ----- |
|                                         | Pasquale Giacobbe ✔️ Sindaco | 27.000                      | 54,39 | Il Popolo della Libertà      | 12.481 | 26,41 | 10    |
| Moderati per Pozzuoli                   | Pasquale Giacobbe ✔️ Sindaco | 27.000                      | 54,39 | 4.297                        | 9,09   | 3     |       |
| Unione di Centro                        | Pasquale Giacobbe ✔️ Sindaco | 27.000                      | 54,39 | 3.079                        | 6,52   | 2     |       |
| Lista Civica per Pozzuoli               | Pasquale Giacobbe ✔️ Sindaco | 27.000                      | 54,39 | 2.300                        | 4,87   | 2     |       |
| Nuovo PSI-Partito Repubblicano Italiano | Pasquale Giacobbe ✔️ Sindaco | 27.000                      | 54,39 | 1.372                        | 2,90   | 1     |       |
| Centro per la Libertà                   | Pasquale Giacobbe ✔️ Sindaco | 27.000                      | 54,39 | 1.355                        | 2,87   | 1     |       |
| Partito Socialista                      | Pasquale Giacobbe ✔️ Sindaco | 27.000                      | 54,39 | 1.053                        | 2,23   | -     |       |
| Democrazia Cristiana                    | Pasquale Giacobbe ✔️ Sindaco | 27.000                      | 54,39 | 767                          | 1,62   | -     |       |
|                                         | Elena Di Gennaro             | 15.192                      | 30,60 | Partito Democratico          | 12.251 | 25,93 | 8     |
| Italia dei Valori                       | Elena Di Gennaro             | 15.192                      | 30,60 | 2.164                        | 4,58   | 1     |       |
| Seggio al candidato sindaco             | Seggio al candidato sindaco  | Seggio al candidato sindaco | 30,60 | 1                            |        |       |       |
|                                         | Gennaro Di Somma             | 2.684                       | 5,41  | La Sinistra l'Arcobaleno     | 2.333  | 4,94  | -     |
| Seggio al candidato sindaco             | Seggio al candidato sindaco  | Seggio al candidato sindaco | 5,41  | 1                            |        |       |       |
|                                         | Camillo Sebastiano           | 1.274                       | 2,57  | Sinistra Democratica         | 1.048  | 2,22  | -     |
|                                         | Antonio Civero               | 1.135                       | 2,29  | Amici di Beppe Grillo        | 795    | 1,68  | -     |
|                                         | Giuseppina Lama              | 911                         | 1,84  | Appello per Pozzuoli         | 806    | 1,71  | -     |
|                                         | Procolo Pisano               | 518                         | 1,04  | La Destra - Fiamma Tricolore | 373    | 0,79  | -     |
|                                         | Antonietta Pesce             | 499                         | 1,01  | Insieme per Cambiare         | 407    | 0,86  | -     |
|                                         | Gennaro Prebenda             | 391                         | 0,79  | Pozzuoli Deve Vivere         | 342    | 0,72  | -     |
|                                         | Vittorio Colavitto           | 40                          | 0,08  | No ai Pacs                   | 30     | 0,06  | -     |
| Totale                                  | Totale                       | 47.253                      | 100   |                              | 49.644 | 100   | 30    |

### Qualiano
| Candidati                    | Candidati                    | Voti                        | %     | Liste                    | Voti   | %     | Seggi |
| ---------------------------- | ---------------------------- | --------------------------- | ----- | ------------------------ | ------ | ----- | ----- |
|                              | Salvatore Onofaro ✔️ Sindaco | 10.003                      | 62,92 | Il Popolo della Libertà  | 5.364  | 34,64 | 8     |
| Italia dei Valori            | Salvatore Onofaro ✔️ Sindaco | 10.003                      | 62,92 | 2.331                    | 15,05  | 3     |       |
| Movimento per l'Autonomia    | Salvatore Onofaro ✔️ Sindaco | 10.003                      | 62,92 | 1.191                    | 7,69   | 1     |       |
| La Destra - Fiamma Tricolore | Salvatore Onofaro ✔️ Sindaco | 10.003                      | 62,92 | 898                      | 5,80   | 1     |       |
| Qualiano Vive Io la Difendo  | Salvatore Onofaro ✔️ Sindaco | 10.003                      | 62,92 | 766                      | 4,95   | 1     |       |
| Il Ponte                     | Salvatore Onofaro ✔️ Sindaco | 10.003                      | 62,92 | 611                      | 3,95   | 1     |       |
|                              | Tommaso Pelella              | 3.424                       | 21,54 | Unione di Centro         | 2.144  | 13,84 | 2     |
| Seggio al candidato sindaco  | Seggio al candidato sindaco  | Seggio al candidato sindaco | 21,54 | 1                        |        |       |       |
|                              | Ilaria Romano                | 1.741                       | 10,95 | Partito Democratico      | 1.558  | 10,06 | 1     |
| Seggio al candidato sindaco  | Seggio al candidato sindaco  | Seggio al candidato sindaco | 10,95 | 1                        |        |       |       |
|                              | Tobia Tirozzi                | 731                         | 4,60  | Trasparenza per Qualiano | 449    | 2,90  | -     |
| Qualiano Libera e Pulita     | Tobia Tirozzi                | 731                         | 4,60  | 175                      | 1,13   | -     |       |
| Totale                       | Totale                       | 15.487                      | 100   |                          | 15.899 | 100   | 20    |

### Somma Vesuviana
| Candidati                   | Candidati                               | Voti                        | %     | Liste                   | Voti    | %     | Seggi |
| --------------------------- | --------------------------------------- | --------------------------- | ----- | ----------------------- | ------- | ----- | ----- |
|                             | Raffaele Allocca Accede al ballottaggio | 9.695                       | 42,75 | Il Popolo della Libertà | 5.663   | 26,12 | 11    |
| Allocca per Somma           | Raffaele Allocca Accede al ballottaggio | 9.695                       | 42,75 | 2.393                   | 11,04   | 4     |       |
| Progetto Somma Vesuviana    | Raffaele Allocca Accede al ballottaggio | 9.695                       | 42,75 | 1.654                   | 7,63    | 3     |       |
|                             | Arturo Rianna Accede al ballottaggio    | 7.019                       | 30,95 | Unione di Centro        | 3.287   | 15,16 | 3     |
| Arturo Rianna per Somma     | Arturo Rianna Accede al ballottaggio    | 7.019                       | 30,95 | 2.169                   | 10,01   | 2     |       |
| Partito Socialista          | Arturo Rianna Accede al ballottaggio    | 7.019                       | 30,95 | 1.634                   | 7,54    | 1     |       |
| Seggio al candidato sindaco | Seggio al candidato sindaco             | Seggio al candidato sindaco | 30,95 | 1                       |         |       |       |
|                             | Alfonso Auriemma                        | 5.099                       | 22,49 | Partito Democratico     | 3.382   | 15,60 | 3     |
| La Sinistra l'Arcobaleno    | Alfonso Auriemma                        | 5.099                       | 22,49 | 900                     | 4,15    | 1     |       |
| Seggio al candidato sindaco | Seggio al candidato sindaco             | Seggio al candidato sindaco | 22,49 | 1                       |         |       |       |
|                             | Vincenzo Romano                         | 863                         | 3,81  | I Democratici per Somma | 595     | 2,74  | -     |
| Totale                      | Totale                                  | 21.677                      | 100   |                         | '22.676 | 100   | 30    |

## Caserta

### Mondragone
| Candidati                          | Candidati                              | Voti                        | %     | Liste                   | Voti   | %     | Seggi |
| ---------------------------------- | -------------------------------------- | --------------------------- | ----- | ----------------------- | ------ | ----- | ----- |
|                                    | Achille Cennami Accede al ballottaggio | 7.659                       | 45,33 | Proposta Democratica    | 2.225  | 13,64 | 4     |
| Progetto Democratico               | Achille Cennami Accede al ballottaggio | 7.659                       | 45,33 | 1.804                   | 11,06  | 3     |       |
| Unione di Centro                   | Achille Cennami Accede al ballottaggio | 7.659                       | 45,33 | 1.569                   | 9,62   | 3     |       |
| Nuova DC                           | Achille Cennami Accede al ballottaggio | 7.659                       | 45,33 | 1.023                   | 6,27   | 1     |       |
| Partito Socialista                 | Achille Cennami Accede al ballottaggio | 7.659                       | 45,33 | 1.006                   | 6,17   | 1     |       |
|                                    | Daniela Nugnes Accede al ballottaggio  | 7.796                       | 46,14 | Il Popolo della Libertà | 4.999  | 30,65 | 5     |
| Mondragonesi-Orgogliosi di Esserlo | Daniela Nugnes Accede al ballottaggio  | 7.796                       | 46,14 | 1.533                   | 9,40   | 1     |       |
| Centro per la Libertà              | Daniela Nugnes Accede al ballottaggio  | 7.796                       | 46,14 | 1.189                   | 7,29   | 1     |       |
| Seggio al candidato sindaco        | Seggio al candidato sindaco            | Seggio al candidato sindaco | 46,14 | 1                       |        |       |       |
|                                    | Mario Fusco                            | 1.043                       | 6,17  | Io Amo Mondragone       | 680    | 4,17  | -     |
|                                    | Biagio Nugnes                          | 398                         | 2,36  | Iniziativa Popolare     | 281    | 1,72  | -     |
| Totale                             | Totale                                 | 16.309                      | 100   |                         | 16.896 | 100   | 20    |

## Salerno

### Baronissi
| Candidati                   | Candidati                     | Voti                        | %     | Liste                      | Voti   | %     | Seggi |
| --------------------------- | ----------------------------- | --------------------------- | ----- | -------------------------- | ------ | ----- | ----- |
|                             | Francesco Cosimato ✔️ Sindaco | 5.974                       | 52,31 | Baronissi in Prima Persona | 3.109  | 28,23 | 7     |
| Liberi e Leali              | Francesco Cosimato ✔️ Sindaco | 5.974                       | 52,31 | 1.413                      | 12,83  | 3     |       |
| Baronissi Arcobaleno        | Francesco Cosimato ✔️ Sindaco | 5.974                       | 52,31 | 1.194                      | 10,84  | 2     |       |
|                             | Giovanni Moscatiello          | 5.447                       | 47,69 | Impegno Civico             | 2.820  | 25,60 | 4     |
| Moscatiello Sindaco         | Giovanni Moscatiello          | 5.447                       | 47,69 | 1.656                      | 15,04  | 2     |       |
| Al Centro per Baronissi     | Giovanni Moscatiello          | 5.447                       | 47,69 | 822                        | 7.46   | 1     |       |
| Seggio al candidato sindaco | Seggio al candidato sindaco   | Seggio al candidato sindaco | 47,69 | 1                          |        |       |       |
| Totale                      | Totale                        | 11.014                      | 100   |                            | 11.421 | 100   | 20    |

### Campagna
| Candidati                          | Candidati                                | Voti                        | %     | Liste                     | Voti   | %     | Seggi |
| ---------------------------------- | ---------------------------------------- | --------------------------- | ----- | ------------------------- | ------ | ----- | ----- |
|                                    | Biagio Luongo Accede al ballottaggio     | 4.860                       | 46,47 | Democratici per il Futuro | 1.502  | 14,83 | 4     |
| Lista Civica per Campagna          | Biagio Luongo Accede al ballottaggio     | 4.860                       | 46,47 | 1.347                     | 13,30  | 3     |       |
| Italia dei Valori-Altri            | Biagio Luongo Accede al ballottaggio     | 4.860                       | 46,47 | 685                       | 6,77   | 2     |       |
| Nuovo Orizzonte                    | Biagio Luongo Accede al ballottaggio     | 4.860                       | 46,47 | 679                       | 6,71   | 1     |       |
| Popolari e Democratici             | Biagio Luongo Accede al ballottaggio     | 4.860                       | 46,47 | 438                       | 4,33   | 1     |       |
| Insieme per Campagna               | Biagio Luongo Accede al ballottaggio     | 4.860                       | 46,47 | 435                       | 4,30   | 1     |       |
| La Sinistra l'Arcobaleno           | Biagio Luongo Accede al ballottaggio     | 4.860                       | 46,47 | 146                       | 1,44   | -     |       |
|                                    | Giovanna Magliano Accede al ballottaggio | 2.610                       | 24,96 | Il Popolo della Libertà   | 1.001  | 9,89  | 2     |
| Alternativa per Campagna           | Giovanna Magliano Accede al ballottaggio | 2.610                       | 24,96 | 554                       | 5,47   | 1     |       |
| La Destra - Fiamma Tricolore-Altri | Giovanna Magliano Accede al ballottaggio | 2.610                       | 24,96 | 451                       | 4,45   | -     |       |
| Il Polo per Campagna               | Giovanna Magliano Accede al ballottaggio | 2.610                       | 24,96 | 264                       | 2,61   | -     |       |
| Città Attiva                       | Giovanna Magliano Accede al ballottaggio | 2.610                       | 24,96 | 204                       | 2,01   | -     |       |
| Seggio al candidato sindaco        | Seggio al candidato sindaco              | Seggio al candidato sindaco | 24,96 | 1                         |        |       |       |
|                                    | Roberto Monaco                           | 2.369                       | 22,25 | Campagna si Rinnova       | 929    | 9,18  | 2     |
| X Cambiare Campagna                | Roberto Monaco                           | 2.369                       | 22,25 | 517                       | 5,11   | 1     |       |
| Associazione la Voce del Cittadino | Roberto Monaco                           | 2.369                       | 22,25 | 342                       | 3,38   | -     |       |
| Sorriso per Campagna               | Roberto Monaco                           | 2.369                       | 22,25 | 168                       | 1,66   | -     |       |
| Seggio al candidato sindaco        | Seggio al candidato sindaco              | Seggio al candidato sindaco | 22,25 | 1                         |        |       |       |
|                                    | Cosimo Tartaglia                         | 423                         | 4,04  | Progetto per Campagna     | 342    | 3,38  | -     |
|                                    | Vito Ceriale                             | 196                         | 1,87  | Governare Insieme         | 121    | 1,20  | -     |
| Totale                             | Totale                                   | 10.125                      | 100   |                           | 10.458 | 100   | 20    |

### Pontecagnano Faiano
| Candidati                   | Candidati                   | Voti                        | %     | Liste                   | Voti   | %     | Seggi |
| --------------------------- | --------------------------- | --------------------------- | ----- | ----------------------- | ------ | ----- | ----- |
|                             | Ernesto Sica ✔️ Sindaco     | 8.642                       | 52,48 | Il Popolo della Libertà | 3.437  | 22,02 | 5     |
| Centro Democratico          | Ernesto Sica ✔️ Sindaco     | 8.642                       | 52,48 | 2.587                   | 16,58  | 4     |       |
| Riformisti Uniti            | Ernesto Sica ✔️ Sindaco     | 8.642                       | 52,48 | 1.232                   | 7,89   | 2     |       |
| Alleanza Picentina          | Ernesto Sica ✔️ Sindaco     | 8.642                       | 52,48 | 1.209                   | 7,75   | 1     |       |
| Unione di Centro            | Ernesto Sica ✔️ Sindaco     | 8.642                       | 52,48 | 222                     | 1,42   | -     |       |
|                             | Dario Del Gais              | 4.672                       | 28,37 | Partito Democratico     | 3.263  | 20,91 | 5     |
| Il Riformista               | Dario Del Gais              | 4.672                       | 28,37 | 726                     | 4,65   | 1     |       |
| La Sinistra l'Arcobaleno    | Dario Del Gais              | 4.672                       | 28,37 | 546                     | 3,50   | -     |       |
| Italia dei Valori           | Dario Del Gais              | 4.672                       | 28,37 | 283                     | 1,81   | -     |       |
| Seggio al candidato sindaco | Seggio al candidato sindaco | Seggio al candidato sindaco | 28,37 | 1                       |        |       |       |
|                             | Francesco Longo             | 1.995                       | 12,12 | L'Altra Città           | 1.304  | 8,46  | -     |
| Seggio al candidato sindaco | Seggio al candidato sindaco | Seggio al candidato sindaco | 12,12 | 1                       |        |       |       |
|                             | Giovanni Ferro              | 820                         | 4,98  | Lista di Ferro          | 508    | 3,26  | -     |
|                             | Gerardo Carbonaro           | 337                         | 2,05  | Nuovo MSI               | 272    | 1,74  | -     |
| Venti Nuovi                 | Gerardo Carbonaro           | 337                         | 2,05  | 16                      | 0,10   | -     |       |
| Totale                      | Totale                      | 15.605                      | 100   |                         | 16.466 | 100   | 20    |

### Scafati
| Candidati                               | Candidati                             | Voti                 | %     | Liste                   | Voti   | %     | Seggi |
| --------------------------------------- | ------------------------------------- | -------------------- | ----- | ----------------------- | ------ | ----- | ----- |
|                                         | Angelo Pasqualino Aliberti ✔️ Sindaco | 16.540               | 51,82 | Il Popolo della Libertà | 7.163  | 23,30 | 10    |
| Unione di Centro                        | Angelo Pasqualino Aliberti ✔️ Sindaco | 16.540               | 51,82 | 2.720                   | 8,85   | 3     |       |
| Azzurri                                 | Angelo Pasqualino Aliberti ✔️ Sindaco | 16.540               | 51,82 | 1.851                   | 6,02   | 2     |       |
| Alleanza Scafatese                      | Angelo Pasqualino Aliberti ✔️ Sindaco | 16.540               | 51,82 | 1.616                   | 5,26   | 2     |       |
| Democrazia Federalista                  | Angelo Pasqualino Aliberti ✔️ Sindaco | 16.540               | 51,82 | 1.157                   | 3,76   | 1     |       |
|                                         | Francesco Bottoni                     | 9.904                | 31,03 | Partito Democratico     | 2.891  | 9,40  | 2     |
| Democrazia Cristiana                    | Francesco Bottoni                     | 9.904                | 31,03 | 2.347                   | 7,63   | 2     |       |
| Centro Popolare                         | Francesco Bottoni                     | 9.904                | 31,03 | 2.146                   | 6,98   | 2     |       |
| Italia dei Valori                       | Francesco Bottoni                     | 9.904                | 31,03 | 1.944                   | 6,32   | 1     |       |
| Popolari Uniti                          | Francesco Bottoni                     | 9.904                | 31,03 | 1.238                   | 4,03   | 1     |       |
| Partito Socialista                      | Francesco Bottoni                     | 9.904                | 31,03 | 839                     | 2,73   | -     |       |
| Seggio di coalizione                    | Seggio di coalizione                  | Seggio di coalizione | 31,03 | 1                       |        |       |       |
|                                         | Giuseppe Vitiello                     | 5.472                | 17,15 | Scafati Democratica     | 3.053  | 9,93  | 2     |
| La Sinistra l'Arcobaleno                | Giuseppe Vitiello                     | 5.472                | 17,15 | 1.416                   | 4,60   | -     |       |
| Partito Socialista Democratico Italiano | Giuseppe Vitiello                     | 5.472                | 17,15 | 367                     | 1,19   | -     |       |
| Seggio di coalizione                    | Seggio di coalizione                  | Seggio di coalizione | 17,15 | 1                       |        |       |       |
| Totale                                  | Totale                                | 30.746               | 100   |                         | 31.916 | 100   | 30    |